# Viscount Wolseley
Viscount Wolseley, of Wolseley in the County of Stafford, war ein erblicher britischer Adelstitel in der Peerage of the United Kingdom.

## Verleihung

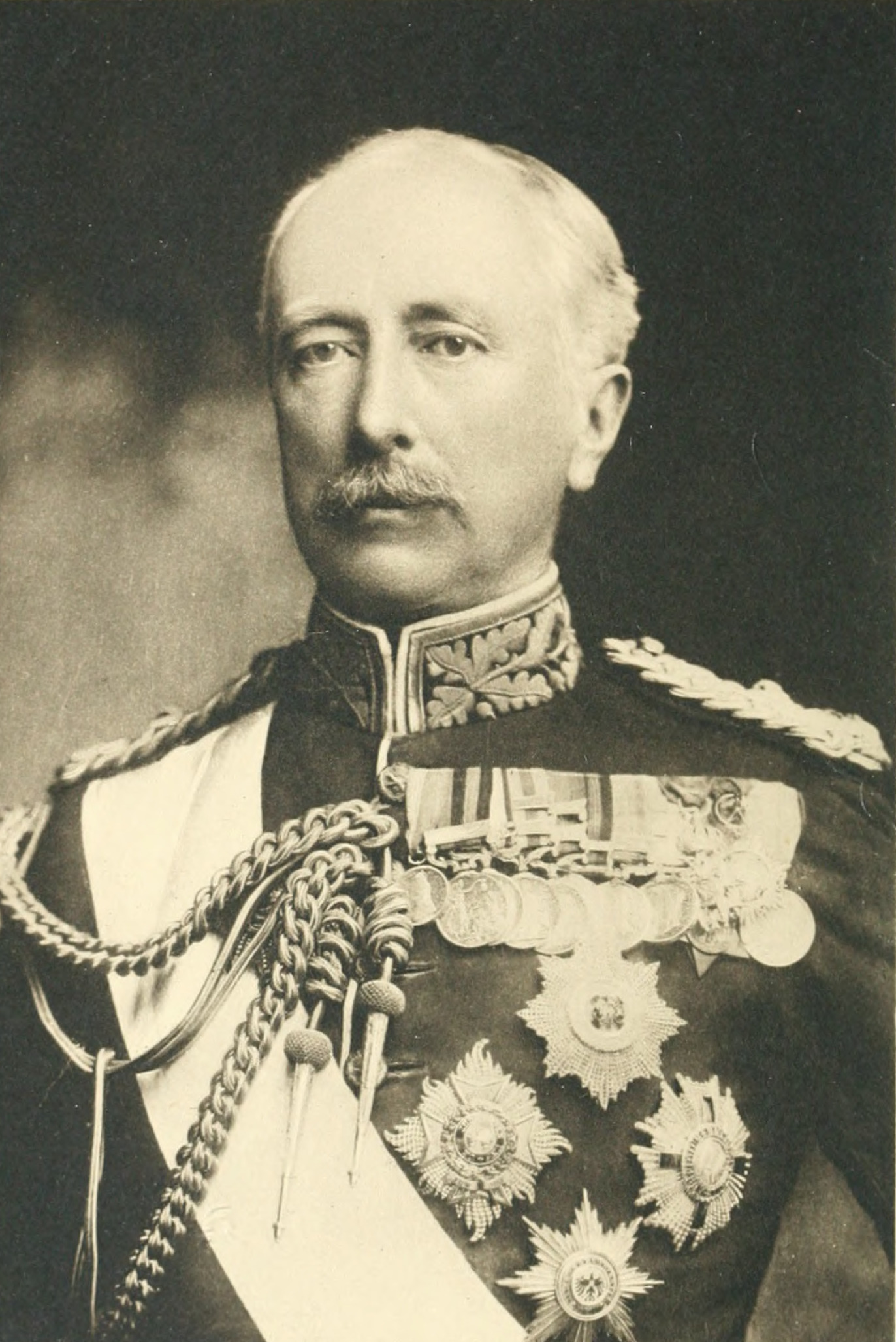
Garnet Wolseley, 1. Viscount Wolseley

Der Titel wurde am 28. September 1885 dem General und Oberbefehlshaber der britischen Truppen in Ägypten Garnet Wolseley, 1. Baron Wolseley verliehen. Die Verleihung der Viscountcy erfolgte mit dem besonderen Zusatz, das der Titel in Ermangelung männlicher Nachkommen auch an dessen Tochter Frances und deren männliche Nachkommen vererbbar sei. Dem 1. Viscount war bereits am 25. November 1882 der fortan nachgeordnete Titel Baron Wolseley, of Cairo and of Wolseley in the County of Stafford, verliehen worden.
Da der 1. Viscount keine Söhne hatte, erlosch die Baronswürde bei seinem Tod am 25. März 1913; die Viscountswürde fiel gemäß dem besonderen Zusatz an dessen Tochter als 2. Viscountess. Der Viscounttitel erlosch schließlich am 24. Dezember 1936, als diese unverheiratet und kinderlos starb.

## Liste der Viscounts Wolseley (1885)
- Garnet Wolseley, 1. Viscount Wolseley (1833–1913)
- Frances Wolseley, 2. Viscountess Wolseley (1872–1936)